# Tierra de Graham
|  |

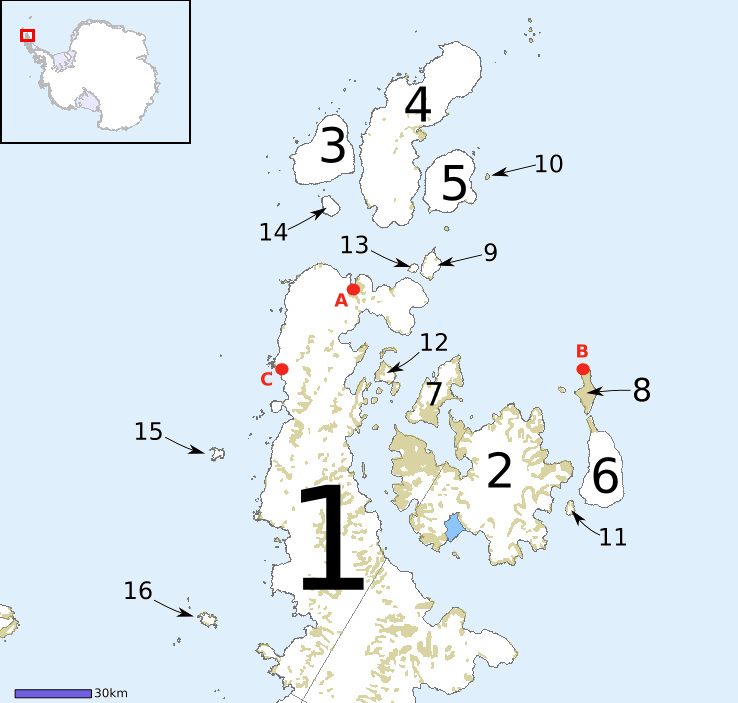
Sector norte de la Tierra de Graham y las islas cercanas.
1 Península Antártica, 2 Isla James Ross, 3 Isla D'Urville, 4 Isla Joinville, 5 Isla Dundee, 6 Isla Cerro Nevado, 7 Isla Vega, 8 Isla Marambio, 9 Isla Andersson, 10 Isla Paulet, 11 Isla Lockyer, 12 Isla Águila, 13 Isla Jonassen, 14 Isla Bransfield, 15 Isla Astrolabio, 16 Isla Zigzag

Tierra de Graham es el nombre que recibe la porción de la península Antártica que tiene como límite sur convencional la línea que une el cabo Jeremy (69°24′S 68°51′O / -69.400, -68.850) y el cabo Agassiz (68°29′S 62°56′O / -68.483, -62.933). Esta definición de la Tierra de Graham fue acordada en 1964 entre el Antarctic Place-names Committee (del Reino Unido) y el Advisory Committee on Antarctic Names (de los Estados Unidos), en la que la península Antártica fue dividida entre la Tierra de Graham al norte y la Tierra de Palmer al sur. Hasta ese año ambos países aplicaban sus respectivos nombres (Graham y Palmer, respectivamente) a toda la península. Por su parte Argentina y Chile, ambos países con reclamaciones territoriales sobre la península, no usan el nombre Tierra de Graham sino Tierra de San Martín y Tierra de O´Higgins respectivamente para la península completa.
La Tierra de Graham es la parte de la Antártida continental que se halla más cerca de América del Sur.
El extremo septentrional de la Tierra de Graham es la península Trinidad o Luis Felipe. Por la costa del mar de Weddell le siguen las siguientes costas: costa Nordenskjöld, costa Oscar II, costa Foyn y costa Bowman hasta el cabo Agassiz. Por el lado occidental de la Tierra de Graham, a partir de la península Trinidad se hallan las costas: costa Davis (o Palmer), costa Danco, costa Graham, costa Loubet y costa Fallières hasta el cabo Jeremy.

## Reclamaciones territoriales
La Argentina incluye a la Tierra de Graham en el Departamento Antártida Argentina dentro de la Provincia de Tierra del Fuego, Antártida e Islas del Atlántico Sur; para Chile forma parte de la Comuna Antártica de la Provincia Antártica Chilena dentro de la Región de Magallanes y de la Antártica Chilena; y para el Reino Unido integra el Territorio Antártico Británico. Las tres reclamaciones están restringidas por los términos del Tratado Antártico.
Nomenclatura de los países reclamantes:
- Argentina llama a toda la península Antártica: Tierra de San Martín
- Chile llama a toda la península Antártica: Tierra de O'Higgins
- Reino Unido: Graham Land

## Historia
La Tierra de Graham fue nombrada en honor de sir James Graham, primer lord del Almirantazgo Británico al tiempo de la exploración de su lado occidental por John Biscoe en 1832.